# Рід Чаплінів
Чапліни — англійський ремісничий і селянський рід, до якого належить Чарлі Чаплін — відомий американський кіноактор і режисер.
Декілька поколінь поспіль сімейство Чаплінів проживало у Саффолку — графстві на сході Англії.

## Седрах та його діти
Судячи із прізвища, це були нащадки гугенотів, які охоче селилися у Східній Англії. Прапрадід Чапліна Седрах народився 1786 року і став сільським чоботарем в Ґрейт-Фінборо. Седрах захоплювався старозавітними іменами, через це декілька поколінь його нащадків мали біблейські імена. Одружившись, Седрах мав 6 дітей: 3 дівчат і 3 хлопців — Седрах ІІ (1814), Місаха (1817) і Авденаго (1819).

## Седрах ІІ та його діти
Седрах ІІ побрався Софією, що була на сім років старшою за нього, а походила з села Танстелл, Стаффордшир. Через це у Чаплінів виникла традиція давати дітям друге ім'я Танстелл.
У 1851 році Седрах ІІ був відомим «майстром-пивоваром». Він жив на Карр-стріт у Івпсвічі, де мав власний будинок з харчевнею і м'ясну лавку. Проте, бізнес не приносив йому значних прибутків, оскільки у 70-ті роки він кинув торгівлю і зайнявся чоботарством, як і його предки. Найімовірніше, він займався цим ремеслом аж до кінця свого життя — до 1892 року. Перед смертю він заповів весь товар, інструменти і 144 фунти грошей своїй жінці. Проте Софія — його жінка померла всього через день після свого чоловіка.

## Спенсер— дід Чарлі Чапліна
У Седраха ІІ було два сини: Спенсер (старший) і Седрах ІІІ (молодший). Спенсер народився 1834 (за іншими даними 1835 року). Спенсер навчався на м'ясника, а 30 жовтня 1854 року (не досягнувши повноліття) одружився із циганкою Елен Елізабет, якій всього було 17 років. Вінчалися вони у Іпсвічі, в парафіяльній церкві святої Маргарити. Одним із свідків був неписьменний батько нареченої, а представників від Чаплінів узагалі не було: очевидно сім'я не дужа була рада цьому шлюбу. Елін Елізабет померла у 35 років 1873 року. Жодної її фотографії не збереглося, але дослідники вважають, що саме від неї Чаплінам передалася надзвичайна зовнішність, чорне волосся і гарні очі.
У червні в Іпсвічі 1855 року народився Спенсер Вільям Танстілл, всього через 8 місяців після шлюбу. Невдовзі після цього сім'я переїхала до Лондона, де Спенсер старший й далі працював у м'ясній лавці, а трохи пізніше, у 1890-их роках побудував шинок «Герб Девенпортів» на Реднер-Плейс, в Паддінгтоні. 18 березня 1863 року на Оркас-стріт, в Мерілебоуні народився другий син — Чарлз, який згодом стане батьком для Чарлі Чапліна.
Про батька Чарлі Чапліна немає майже ніяких даних лише до того часу, як він познайомився з Ганною Гілл і одружився з нею. Очевидно, Гілли були ще бідніші за Чаплінів. Її батько, Чарлз Фредерік Гілл був сином каменярем, народився 16 квітня 1839 року. В сім'ї вважалося, що він походив з Ірландії, хоча й був протестантом. Все своє життя він подібно до Чаплінів працював чоботарем.

## Родина Гіллів
З появою Гіллів, родина Чаплінів переселяється до південних кварталів Лондона.
Мати майбутнього актора — Ганна Гаріет Педлінгем Гілл народилася 1865 року на Кемден-стріт, 11. Її батьки одружилися 16 серпня 1861 року. Мати Ганни Гілл — Мері Енн Годжес. Згодом у подружжя народилися друга дочка — Кет 18 січня 1870 року і син Генрі 1856 року народження.
Гілли хоч і займалися чоботарством, проте постійно переїжджали з місця на місце. За переписом 1871 року вони жили в Волтворті, на Беквей-стріт, 77. Чарлзу Гіллу на той час було 33 роки, а Меррі Енн, його дружині, — 32.

## Ганна Гілл— мати Чарлі Чапліна
Невдовзі, коли Ганна подорослішала вона завагітніла. Багато років після цього вона розказала своїм дітям, ніби втекла в Південну Африку з багатим букмекером з прізвищем Гоукс, проте зараз неможливо перевірити чи це правда. Достовірно відомо лише те, що 16 березня 1885 року Ганна народила хлопчика, якого назвали Сідней Джон. Коли реєструвалося народження і згодом, у церкві святого Івана на Ларком-стріт при реєстрації ім'я батька не вказувалося, проте сам хлопчик прожив небагато.
Родила Ганна на Бренон-стріт, 57, в будинку Джозефа Годжеса. У цьому будинку вона познайомилася з Чарлзом Чапліном старшим і через три місяці вони одружилися.

## Шлюб Ганни Гілл і Чарлза Чапліна
Шлюб відбувався у церкві святого Івана. Обоє вписали одну й ту ж адресу — Брендон-стріт 57. Свідками при шлюбі були Мері Енн — матір нареченої.
При реєстрації шлюбу Чарлз назвався «професійним співаком». Проте насправді немає ніяких свідчень про те, що Чарлі і Ганна до того познайомилися на сцені. У будь-якому випадку, «Ера» — театральна щотижнева газета не містить ніяких згадок про Чарлза Чапліна до 1887 року, про Ганну Гілл — до 1886. У сім'ї не збереглося ні письмових записів, ні історій про те, яким чином ці дві людини потрапили на сцену театру — до того вони ніякого відношення до театрального мистецтва не мали.
В цей час по всій Британії з'являлися мюзик-холи і вони стали дуже популярною розвагою населення, тому не дивно що талановиті Чарлз і Ганна невдовзі стали акторами. Проте мати Чарлі Чапліна не мала значного успіху на сцені — її ім'я можна зустріти лише в невеликих провінційних мюзик-холах. Перший виступ Ганни, про який оповіщали афіші, відбувся в кінці 1885 року в дублінській «Зірці» (Star). Він пройшов з успіхом, і молода актриса навіть помістила у щотижневій газеті «Ера» оголошення про те, що «молода талановита актриса виступає з великим успіхом у багатьох вар'єте». Проте це оголошення не привернуло особливої уваги.
Артистична кар'єра Чарлза Чапліна старшого почалася не так стрімко як у Ганни, проте справи у нього йшли значно краще. Перший засвідчений його виступ відбувся 20 червня 1887 року під час «золотого ювілею» королеви Вікторії. Спочатку він грав мімічні сцени, проте згодом став «драматичним і жанровим співаком». Про його успіх на сцені красномовно свідчить той факт, що десь між 1890 і 1896 роками у музичному виданні «Френсіс, Дей енд Гартер» було надруковано декілька найкращих пісень Чарлза з його портретом на обкладинці. У 1898 році його ім'я було навіть на афішах лестерського театру-вар'єте «Нью Емпайр Пелес».